# Thomas Denman (1. baron Denman)
Thomas Denman, 1. baron Denman (ur. 23 lipca 1779 w Londynie, zm. 26 września 1854 w Stoke Albany w Northamptonshire) – brytyjski prawnik i polityk, minister w rządach lorda Greya i księcia Wellington.
Był synem dr Thomasa Denmana i Elizabeth Brodie, córki Alexandra Brodie'ego. Wykształcenie odebrał w Eton College oraz w St John’s College na Uniwersytecie Cambridge. Studia ukończył w 1800 r. W 1806 r. rozpoczął praktykę adwokacką w korporacji Lincoln’s Inn. Sławę zyskał jako obrońca podczas procesów luddystów. Brał również udział jako obrońca w procesie królowej Karoliny. Jego obrona królowej wywołała niechęć króla Jerzego IV i zablokowała Denmanowi drogę awansu w hierarchii prawniczej.
W 1818 r. Denman uzyskał mandat parlamentarny z okręgu Wareham. W latach 1820–1826 i 1830–1832 reprezentował w Izbie Gmin okręg wyborczy Nottingham. Od początku związał się z partią wigów. W 1830 r. został prokuratorem generalnym w wigowskim rządzie lorda Greya. W 1832 r. stanął na czele Sądu Ławy Królewskiej, a w 1834 r. otrzymał tytuł 1. barona Denman i zasiadł w Izbie Lordów. Pod koniec 1834 r. pełnił obowiązki kanclerza skarbu w tymczasowym rządzie księcia Wellington.
Jako przewodniczący Sądu Ławy Królewskiej Denman rozstrzygał m.in. w słynnej sprawie Stockdale vs. Hansard, w której ustalono, że każdy akt parlamentu podlega kontroli prawnej. Orzekał również w sprawie Williams vs. Carwardine, która przyczyniła się do rozwoju angielskiego prawa zobowiązań. W 1841 r. jako lord wielki steward przewodniczył sądowi parów nad lordem Cardiganem, oskarżonym o nielegalny pojedynek. Lord Denman zrezygnował ze stanowiska w 1850 r. i wycofał się z czynnego życia publicznego. Zmarł w 1854 r.
Lord Denman był żonaty z Theodosią Anne Veverse, córką Richarda Veverse'a, którą poślubił w 1804 r. Ich najstarszy syn, Thomas, odziedziczył po jego śmierci tytuł barona.